# Atlas Eclipticalis
Atlas Eclipticalis is een compositie van John Cage uit 1961.

## Geschiedenis
Collega-componist Erik Satie had al een keer gemeld, dat als je muziek neerschrijft, de muziek wordt teruggebracht tot lijnen en stippen. Door toepassing van elektronica konden op een gegeven moment ook de lijnen weggelaten worden.

John Cage, op een gegeven moment student aan het Center of Advanced Studies aan de Westleyan University, dacht daaraan toen hij een opdracht kreeg voor het componeren van een werk voor orkest. Hij liep om inspiratie op te doen naar het observatorium van de universiteit en zag daar diverse sterrenmappen liggen. Een daarvan was de Atlas Eclipticalis uit (toen nog) Tsjecho-Slowakije. Ook kijkend naar de sterrenhemel kwam hij op het idee, deze sterrenhemels (op papier of in het echt) te vertalen naar muziek. En dat levert dan muziek op met geen maataanduiding, alleen maar noten op een blad papier.
De enige aanduidingen zijn piano en forte en korte of lange noten. Dat wil niet zeggen dat het een improvisatie is geworden. De dirigent en orkestleden dienen zich stipt aan de omschrijving van de partituur te houden. In 1961 was de compositie klaar en vond de première plaats te Montreal (3 augustus 1961) in het Theatre La Comédie Canadienne (de opdrachtgever) in het kader van de International Week of Today’s Music. John Cage dirigeerde zelf een korte versie van het werk. Cage bouwde de compositie toen nog verder uit tot zijn huidige lengte van 80 minuten met 86 musici.
Zelf dirigeren is één; een ander het werk te laten uitvoeren is iets anders. Toch niet de minste dirigenten Richard Dufallo en Leonard Bernstein hadden moeite het werk uit te voeren. Bij Dufallo werd de dirigent tegengewerkt door de musici, die het werk niet begrepen; Bernstein was van mening dat er sprake was van improvisatie, terwijl Cage stelde een strikte compositie opgeleverd te hebben.

Ook het publiek had het er moeilijk mee. Destijds werden hedendaagse composities verwerkt in een standaardprogrammering en zo kon het voorkomen dat Atlas Eclipticalis uitgevoerd werd in één concert met werk van Antonio Vivaldi (Herfst uit De vier jaargetijden) en de 6e symfonie van Pjotr Iljitsj Tsjaikovski. Nadat het werk van Cage begonnen was, verlieten steeds meer mensen uit het publiek de zaal en zelfs de leden van het New York Philharmonic Orchestra konden hun balorigheid niet verbergen. Microfoons werden van instrumenten gehaald; er werd gepraat tijdens de uitvoering etc. etc. Cage had ontzettend de pest in en heeft het het orkest nog jarenlang kwalijk genomen. Een voordeel heeft het wel opgeleverd; Cage (eeuwig optimist) wist dat betere uitleg van het werk en langere repetitietijden noodzakelijk waren. Een latere uitvoering van Dufallo met het Residentie Orkest viel wel in de smaak bij de componist. Toch bleef hij het verwijt krijgen, dat deze muziek nog niet paste in de jaren 60; sommigen zeiden: kom over 20 jaar nog eens terug.

## Compositie
Hoe klinkt deze compositie dan? Kijk ’s avonds naar de sterrenhemel. Overal lichten kleine puntjes om, maar doven net zo snel. Ook je ogen en hersenen werken mee aan het effect, want je kan je eigenlijk niet concentreren op de lichtpuntjes. Sommigen blijven langer in zicht en feller, anderen zie je nauwelijks en kort. Soms zie je een lichtpuntje, door er toevallig net naast te kijken waardoor een lichtstraaltje wel op je netvlies komt, maar zodra je je oog beweegt is de lichtstraal weg; een mankement van het oog zelf. Maar voor het overgrote deel kijk je naar één groot zwart gat.

Zo klinkt dan ook de compositie. Zo te horen, hoor je lukraak de instrumentalisten hun noten blazen, strijken en (aan)slaan, maar grotendeels hoor je helemaal niets, behalve dan de omgevingsgeluiden van je luisterplaats. Ook dit was (vaak) de bedoeling van Cage, zie bijvoorbeeld de compositie 4′33″.    
Het werk wordt vaak uitgevoerd in combinatie met Winter Music uit 1957, dat van dezelfde uitgangspunten uitgaat. Deze compositie is geschreven voor een willekeurig aantal piano’s (tussen 3 en 22). Winter Music wordt daarbij verweven in Atlas Ecliticalis of los gespeeld.

## Bijzonderheid
Bij de meest uitgebreide bezetting voor Atlas Eclipticalis zijn dus 86 musici betrokken:
- 3 dwarsfluiten; 3 klarinetten; 3 hobo’s, 3 fagotten;
- 3 trompetten, 3 trombones, 5 waldhoorns, 3 tuba’s;
- 9 man percussie;3 paukenisten;
- 24 violen, 9 altviolen, 9 cello’s, 3 contrabassen en
- 3 harpen.

Alle muziekpartijen zijn opgedragen aan derden, beroemd of niet. Onder hen bevinden zich bijvoorbeeld zijn ouders; Mauricio Kagel, Luciano Berio, Karlheinz Stockhausen een Morton Feldman.

## Bron en discografie
- Mode Records; diverse uitvoeringen.